# Projekt 1826
Projekt 1826 (jinak též třída Balzam, popř. třída Lira) je třída zpravodajských lodí pro sběr informací (ELINT) postavených pro sovětské námořnictvo v době studené války. Jejich sovětská kategorizace byla komunikační plavidlo (proto dostaly trupová čísla SSV). Po rozpadu SSSR plavidla převzalo ruské námořnictvo. Třída byla používána například k monitorování námořních cvičení sil NATO. Byly to první válečné lodě od počátku projektované jako zpravodajské a první sovětské zpravodajské lodě nesoucí zbraně. Ve své době to byly nejlépe vybavené lodě pro sběr zpravodajských informací na světě. Po roce 2003 zůstala ve službě pouze výzvědná loď Belomorje.

## Stavba
V letech 1978-1985 byly loděnicí Jantar v Kaliningradu postaveny čtyři jednotky této třídy.
| Jméno                       | Spuštěna | Vstup do služby   | Status                                             |
| --------------------------- | -------- | ----------------- | -------------------------------------------------- |
| Lira (SSV-516)              |          | 9. února 1980     | vyřazena 1997                                      |
| Asia (SSV-493)              |          | 13. února 1981    | vyřazena 1998, dle jiného pramene je loď v rezervě |
| Pribaltika (696, ex SSV-80) |          | 28. července 1984 | v rezervě                                          |
| Belomorje (463, ex SSV-571) |          | 7. února 1987     | aktivní                                            |

## Konstrukce

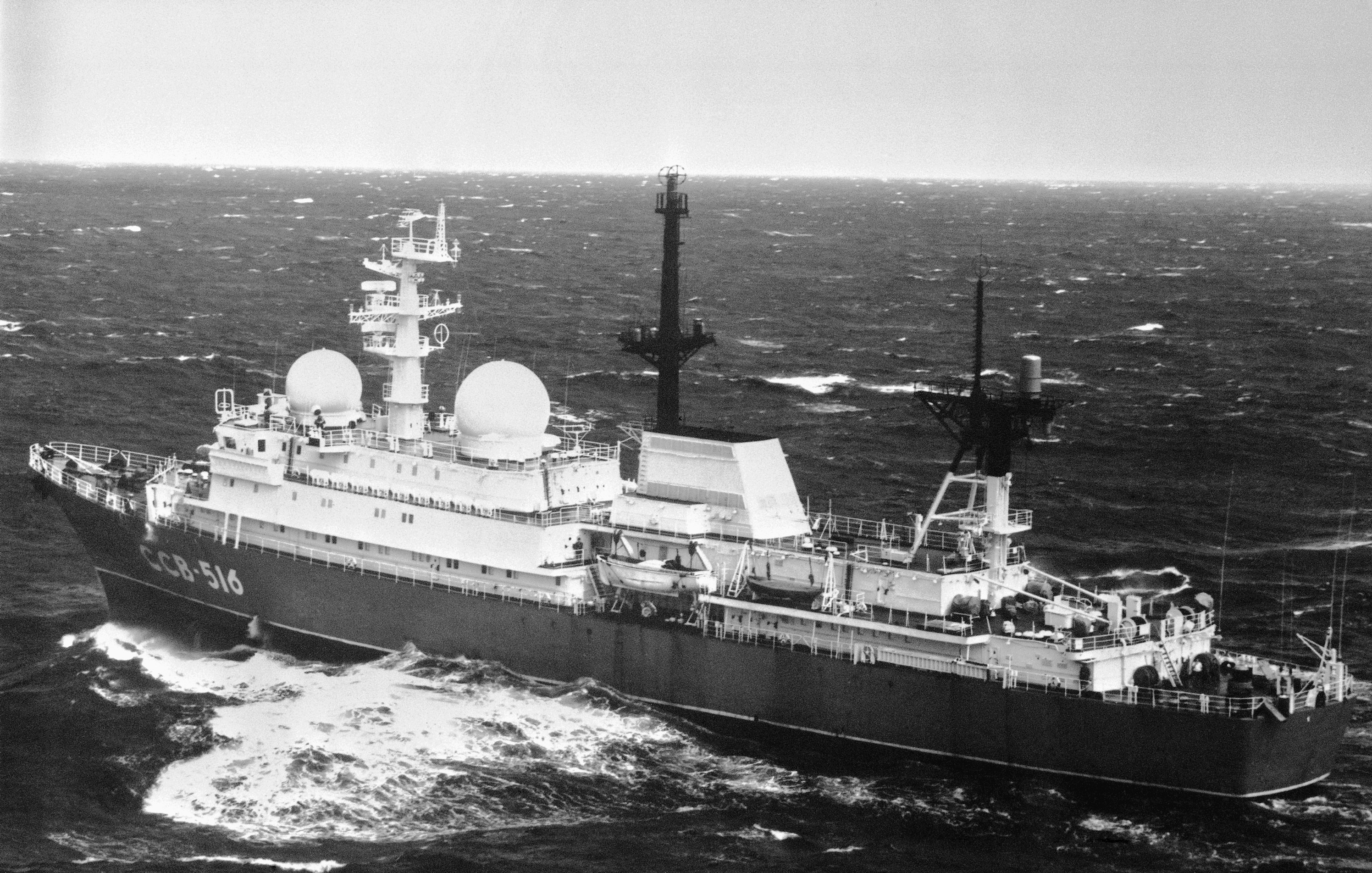
Lira

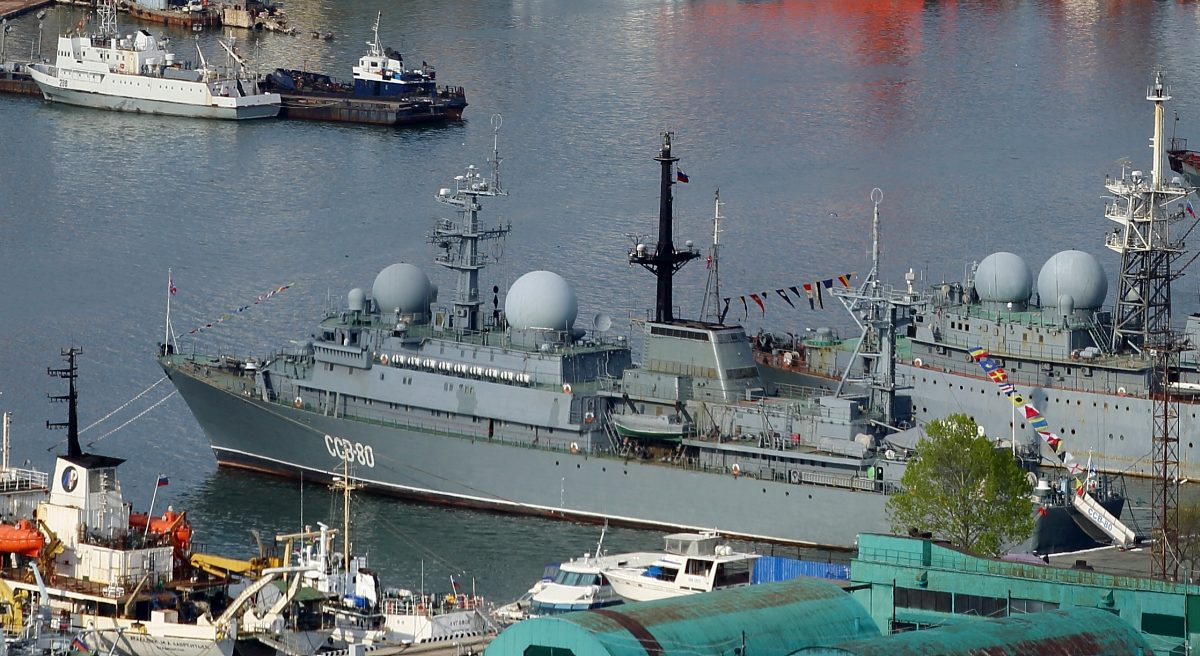
Pribaltika v roce 2015

Získaná data jsou zpracována v reálném čase a zasílána na pevninu (a další plavidla) pomocí satelitního spojení (dvě velké antény v kulových radomech na střeše nástavby). Výzbroj tvoří jeden 30mm kanón AK-630 na přídi a dva čtyřnásobné protiletadlové raketové komplety Strela-2M se zásobou 16 střel. Plavidla nenesou střelecký radar, neboť by patrně mohl rušit jejich elektroniku. Pohonný systém tvoří dva diesely 58E o výkonu 13 400 kW pohánějící dvojici lodních šroubů. Nejvyšší rychlost dosahuje 20 uzlů. Dosah je 10 000 námořních mil při rychlosti 14 uzlů.